# Philovenator
Philovenator („lovec Phila (J. Currieho)“) byl rod drobného masožravého dinosaura (teropoda) z čeledi Troodontidae, který žil asi před 75 miliony let na území dnešního Vnitřního Mongolska (Čína).

## Objev
Fosilie tohoto svrchnokřídového dinosaura byly objeveny v proslulém souvrství Wulansuhai a v roce 2012 popsány jako Philovenator curriei. Nejbližším známým příbuzným tohoto teropoda byly nejspíš rody Jinfengopteryx, Liaoningvenator a Tamarro.